# Eisa Ahmed
Eisa Ahmed (Arabic:عيسى أحمد) (sinh ngày 13 tháng 1 năm 1987) là một cầu thủ bóng đá người Các Tiểu vương quốc Ả Rập Thống nhất. Hiện tại anh thi đấu cho Al-Sharjah.